# Pápaszemes disznódelfin
A pápaszemes disznódelfin vagy pápaszemes barnadelfin (Phocoena dioptrica) az emlősök (Mammalia) osztályának párosujjú patások (Artiodactyla) rendjébe, ezen belül a disznódelfinfélék (Phocoenidae) családjába tartozó faj.

## Előfordulása
A megfigyelések és a partra vetődések többsége Dél-Amerika déli részének atlanti-óceáni partvidékéről származik. A faj elterjedése azonban rejtélyes, mert nagyon távoli, elkülönült helyekről vannak adatok, ezek lehettek elkóborolt példányok vagy téves határozások. Az óceáni szigetekről származó adatok (főként elpusztult állatok és koponyák) cirkumpoláris elterjedésre utalnak, ami hatalmas nyílt tengeri területeket ölelhet át. Nem ismert, hogy ezek különálló populációk vagy a tengeren keresztül vándorolva keverednek a szárazföldek közelében élő állatokkal.

## Megjelenése
A felnőtt mérete 1,3-2,2 méter, tömege 60-84 kilogramm. Alig ismert állat- az 1970-es évek közepéig csak 10 példányról tudtak. Azóta az intenzív kutatásoknak köszönhetően már több, mint 100 adata van, elsősorban Dél-Amerikában a Tűzföld széles, atlanti-óceáni öböl mentén partra vetett egyedek alapján. A beszámolok többsége elhullott állatokról szól, gyakran használhatatlanul elbomlott állapotban. A pápaszemes disznódelfin ritkán látható a tengeren, de valószínűleg gyakoribb, mint az a hiányos információkból következik. Jellegzetes fekete-fehér mintázata elég feltűnő, s ráadásul ez az egyik legnagyobb disznódelfin. Hátúszójuk kissé a középpont mögött helyezkedik el. A nemek között jelentős különbség van, a hímek hátúszója nagyobb, és csúcsa kerekebb, mint a nőstényeké.

## Életmódja
Tápláléka halakból, kalmárokból vagy polipokból áll. Viselkedésére kevés az adat, mindössze néhány használható megfigyelés van. A beszámolók arról szólnak, hogy a vízben gyors, nehezen utolérhető. Fehér oldala látható, ha a felszín közelében úszik. Úgy tűnik, többnyire egyedül él (a partra vetett és megfigyelt állatok többsége magányos volt), de kis csoportjai is előfordulhatnak. Átlagos csoportmérete 1-10 példányból áll.

## Szaporodása
Az újszülött mérete körülbelül 70-80 centiméter.